# يوسف أغردوم
يوسف أغردوم (مواليد 12 مارس 1990 في الدار البيضاء) هو لاعب كرة قدم مغربي يلعب كمدافع أساسي في نادي الفتح الرباطي قبل أن ينتقل إلى نادي الدفاع الحسني الجديدي.